# Sturla Gunnarsson
Sturla Gunnarsson (Reykjavík, 1º gennaio 1951) è un regista cinematografico islandese naturalizzato canadese.

## Biografia
Sturla Gunnarsson, nato in Islanda, si trasferì con i genitori a Vancouver all'età di sette anni. Si è interessato all'industria cinematografica fin dalla giovane età; ha studiato all'Università della Columbia Britannica letteratura inglese e si è laureato in cinematografia. Nel curriculo del corso di laurea in quest'ultima disciplina era richiesta la produzione di un film; il film prodotto da Gunnarsson, A Day Much Like the Others [Un giorno come tutti gli altri] ottenne il massimo dei voti al Canadian Student Film Festival e all'European Student Film Festival, e venne proiettato anche al Museum of Modern Art.
Dopo la laurea, Gunnarsson si trasferì a Toronto e lavorò inizialmente presso il National Film Board (NFB). Il suo primo progetto NFB, After the Axe, ricevette un "Academy Award nomination" come miglior documentario. Da allora ha vinto numerosi premi tra cui un Emmy Award, un Genie Award, un Gemini Awards, un Prix Italia, e un Premio al Festival di Cannes.

## Film
- A Day Much Like the Others (1979)
- After the Axe (1982-P)
- Final Offer (TV-1985-P)
- Where Is Here? (1987-P)
- Diplomatic Immunity (1991-P)
- The Diary of Evelyn Lau (TV-1993)
- We the Jury (TV-1996)
- Mother Trucker: The Diana Kilmury Story (TV-1996)
- Gerrie & Louise (1997)
- Joe Torre: Curveballs Along the Way (TV-1997)
- Such a Long Journey (1998)
- Dangerous Evidence: The Lori Jackson Story (TV-1999)
- Ricky Nelson: Original Teen Idol (TV-1999)
- Scorn (TV-2000)
- Due cuori e una cucina (2001)
- The Man Who Saved Christmas (TV-2002)
- 100 Days in the Jungle (TV-2002)
- Beowulf & Grendel (2005-P)
- Air India 182 Documentary (TV-2008)
- Force of Nature: The David Suzuki Movie (2010)
- Ice Soldiers (2013)
- Monsoon (2014)